# بليكسة متجذرة
بليكسة متجذرة (الاسم العلمي:Blyxa radicans) هي نوع من النباتات يتبع جنس البليكسة من الفصيلة الحب المائية.